# 科林·查普曼
科林·查普曼（英語：Anthony Colin Bruce Chapman，CBE，1928年5月19日—1982年12月16日）是一位頗具影響力的英國設計工程師，汽車行業的發明家和建設者，以及蓮花汽車的創始人。
1952年，他創立了跑車公司蓮花汽車。查普曼最初在業餘時間運行蓮花，由一群愛好者協助。他對最新航空工程技術的了解對於實現他所記住的主要汽車技術進步至關重要。他的設計理念主要集中在輕量化和精細操控的汽車上，而不是增加馬力和彈簧率，他將其稱為“增加動力使你在直道上更快。減輕重量使你在任何地方都更快”。
在他的指導下，蓮花車隊榮獲七項一級方程式車隊的冠軍，6車手冠軍，以及印第安納波利斯500在美國，1962年和1978年之間蓮花汽車的生產方面已建成數万比較實惠的，尖端的跑車。在20世紀70年代工業衰退之後，蓮花是少數英國性能汽車製造商之一。
查普曼於1982年遭受致命的心臟病發作，享年54歲。

## 早年
科林查普曼於1928年5月19日出生，在馬斯韋爾山邊界的44 Beech Drive N2長大。他的父親在托恩瑟姆巷（Hornsey Railway Station）旁邊的托特納姆巷（Tottenham Lane）經營鐵路酒店。查普曼參加了梅菲爾德路的文具公司學校。

## 教育
查普曼學習結構工程在倫敦大學學院，參加倫敦空軍中隊的大學並開始學習駕駛。查普曼於1948年離開倫敦大學學院，沒有獲得學位，於1949年重新獲得他的最終數學論文，並在一年後獲得學位。
他在1948 年短暫地加入了皇家空軍，獲得了一個永久性的委員會，但是將其拒之門外，有利於迅速恢復平民生活。經過幾次錯誤的啟動後，查普曼加入了英國鋁業公司，利用他的土木工程技術，試圖將鋁作為建築物的可行結構材料出售

## 事業
1948年，查普曼設計了Mk1，改裝後的奧斯汀7，他私下進入當地的賽車活動。他把這輛車命名為“蓮花”; 他從未證實過這個理由，但其中一個（幾個）理論是在他當時的女友（後來的妻子）Hazel之後，他綽號“蓮花”。憑藉獎金，他開發了Lotus Mk2。大約在這個時候，查普曼開始展示自己有能力在保持規則的同時考慮提高競爭力的方法。一輛早期的汽車有一個6端口頭，有4個排氣口和2個進氣口。查普曼意識到，使用8端口頭可以實現更好的流量特性（因此更多的功率），但缺乏製造一個的資源，他改變了端口功能並消除了舊的入口端口。通過適當的歧管和新的凸輪軸，他的發動機超越了反對派，直到規則被改為禁止他所做的具體改變。通過Lotus 6的持續成功，他開始銷售這些汽車的套件。超過100個在1956年銷售。它與Lotus seven一起銷售在1957年，事情真的起飛了，事實上卡特漢姆汽車公司今天仍在生產這款車的版本--Caterham 7; 各種製造商向公眾提供了90多種不同的Lotus 7克隆，複製品和衍生物。

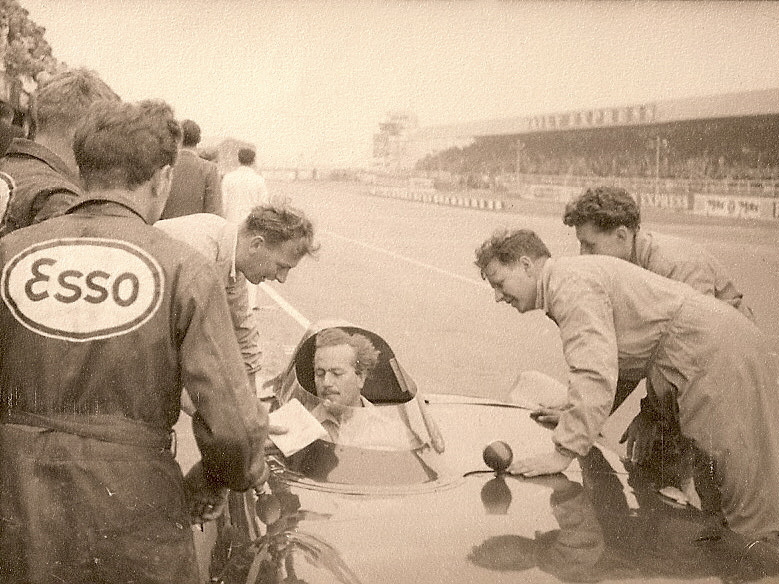
查普曼駕駛著他自己的Lotus Eleven跑車，在1956年英國大獎賽二級方程式比賽的練習期間，在銀石賽道蓮花發展總監邁克科斯丁左手拿著筆記。首席技師John Crosthwaite右傾斜在汽車上。

在20世紀50年代，查普曼通過賽車公式，設計和製造一系列賽車，有時為了保持有限的生產，因為他們如此成功和備受追捧，直到他到達一級方程式賽車。除了他的工程工作，他還在1956年駕駛一輛Vanwall F1賽車，但在蘭斯的法國大獎賽練習期間撞到了他的隊友Mike Hawthorn，結束了他作為賽車手的職業生涯並將他的重點放在了技術方面。與John Cooper一起，他徹底改變了首屈一指的賽車運動。他們的小型輕型中置發動機車輛在動力方面給予了很多，但操控性更強意味著他們的競爭車輛經常擊敗無人駕駛的前發動機法拉利和瑪莎拉蒂斯。最終，隨著車手吉姆·克拉克（Jim Clark）駕駛他的賽車，蓮花車隊看起來似乎只要他們高興就能獲勝。隨著克拉克駕駛蓮花25，蓮花車隊 在1963年贏得了第一次F1 世界錦標賽。克拉克於1965年在印第安納波利斯500賽道駕駛蓮花38 ，駕駛著第一輛中置發動機賽車在“磚廠”中獲勝。克拉克和查普曼變得特別親密，1968年克拉克的去世摧毀了查普曼，後者公開表示他失去了他最好的朋友。
多年來蓮花員工中的眾多汽車人物包括考斯沃斯的創始人Mike Costin和Keith Duckworth。格雷厄姆·希爾（Graham Hill）在蓮花公司擔任機械師，作為賺取駕駛的手段。
查普曼的父親是一位成功的公關人員，也是一位將大型廣告贊助引入汽車比賽的商人。開始將一級方程式從富裕紳士的消遣轉變為數百萬英鎊的高科技 企業的過程。這是查普曼誰在1966年說服福特汽車公司以贊助商考斯沃斯的什麼將成為的發展DFV賽車發動機。

## 伸延閱讀
- Gérard ('Jabby') Crombac, Colin Chapman: The Man and His Cars (Patrick Stephens, Wellingborough, 1986) ISBN 1-85960-844-2
- Hugh Haskell, Colin Chapman Lotus Engineering (Osprey Publishing, 1993) ISBN 1-85532-872-0
- Mike Lawrence, Colin Chapman Wayward Genius (Breedon Books Publishing, 2003) ISBN 1-85983-278-4
- Karl Ludvigsen, Colin Chapman: Inside the Innovator (Haynes Publishing, 2010) ISBN 978-1-84425-413-2

## 外部連結
- Colin Chapman biography by Dennis David （页面存档备份，存于）
- Picture of Colin Chapman, Long Beach F-1
- The Colin Chapman Museum and Education Centre